# Ryan Thomas
Ryan Jared Thomas (Te Puke, 20 de dezembro de 1994), é um futebolista neozelandês que atua como meia-atacante. Atualmente está no PEC Zwolle.

## Títulos

### Clube
Zwolle
- Copa dos Países Baixos: 2013–14
- Supercopa dos Países Baixos: 2014

### Seleção
Nova Zelândia
- Campeonato Sub-20 da OFC: 2013